# Hošťalovice

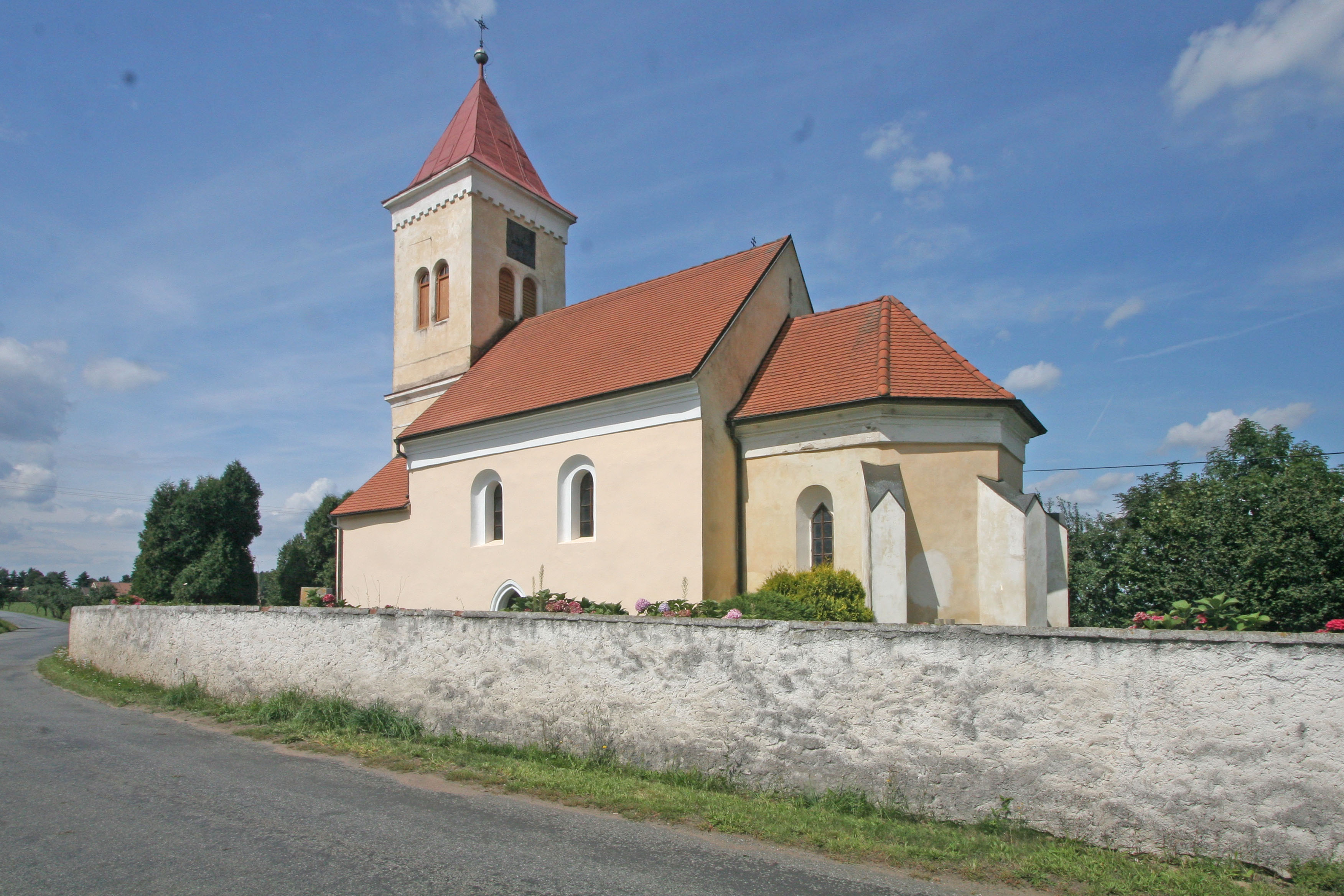
Kirche des hl. Gallus

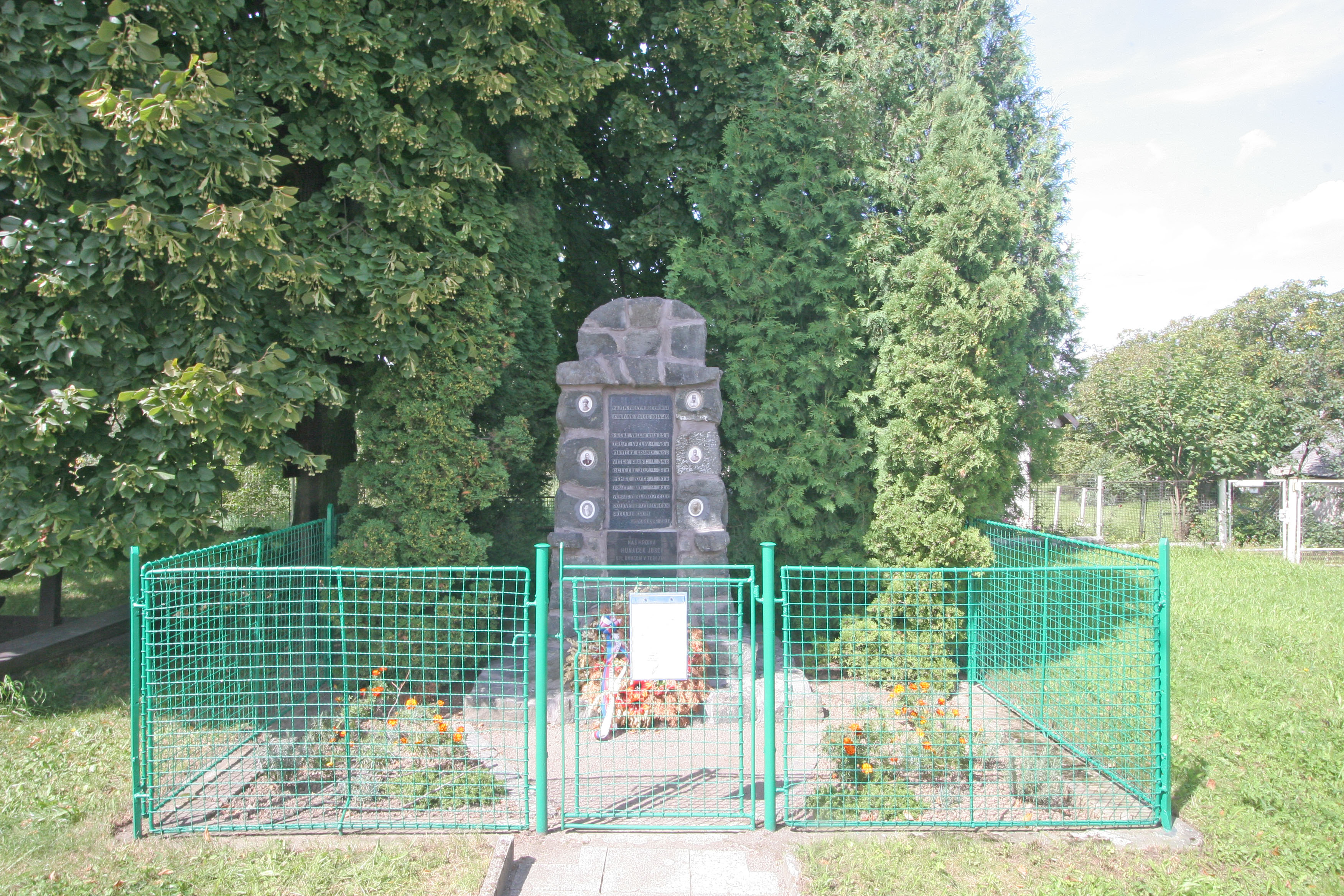
Gedenkstein für die Gefallenen

Hošťalovice (deutsch Hoschtialowitz) ist eine Gemeinde im Okres Chrudim in Tschechien. Sie liegt sieben Kilometer westlich von Heřmanův Městec.

## Geographie
Hošťalovice befindet sich im Eisengebirge (Železné hory). Westlich des Dorfes entspringt der Bach Hošťalovický potok, östlich die Malá Struha. Südlich erheben sich der Honzíkův vrch (508 m n.m.) und die Skála (490 m n.m.), im Westen die Černá skála (413 m n.m.).
Nachbarorte sind Holotín im Norden, Stojice und V Pazderně im Nordosten, Licomělice und Habřiny im Osten, Vyžice und Slavkovice im Südosten, Jetonice, Pazderna und Zbyslavec im Süden, Březinka im Südwesten, Bílý Kámen und Podhořany u Ronova im Westen sowie Nový Dvůr, Bumbalka und Bukovina u Přelouče im Nordwesten.

## Geschichte
Die erste schriftliche Erwähnung von Hostyalowicz erfolgte 1349 in den Annalen des neu errichteten Bistums Litomyšl. Das Dorf war zu dieser Zeit geteilt; der südliche Teil gehörte zur Feste Stoupec, Besitzer des nördlichen Teils mit dem Dorfplatz war Zdenko von Urbanitz auf Urbanice. In Hošťalovice bestand im Mittelalter eine Feste, über die jedoch keine schriftlichen Aufzeichnungen vorhanden sind. 1350 wurde das Dorf als Hostalowicz, 1384 als Hossczalowicz bezeichnet. Ein Drittel des Dorfes gehörte im Jahre 1383 dem Beneš von Urbanice, ab 1407 dessen Sohn Mikuláš. Weitere Namensformen waren Hossczalowicz (1384), Hostalowicz (1386), Hoscczalowicz (1390) und Hossczalowycz (1400). Den Stoupecer Anteil von Hosstialowicze erwarb 1419 Jan von Čejkovice von Držek von Kratochvil. Im Jahre 1446 erwarben die Slavata von Chlum den nach dem Tod des Franek von Robčice heimgefallenen Anteil des Dorfes und schlugen ihn ihrem Gut Podhořany zu. 1478 kauften sie noch die zwei Kmetenhöfe von Georg von Nebovid auf; damit bestand Hošťalovice nur noch aus zwei Besitzanteilen.
Die Brüder Diviš und Jan Tuněchodský von Poběžovice veräußerten ihren Anteil 1510 an die Stadt Chrudim.
Die Freiherren Slavata von Chlum und Koschumberg verkauften 1541 ihren Anteil an Hošťalovice zusammen mit weiteren Dörfern an den Besitzer der Herrschaft Choltitz, Georg von Gersdorff. Dieser kaufte 1548 auch den anderen Anteil des Dorfes auf und schloss ihn an das Gut Podhořany an. Hošťalovice blieb danach immer nach Podhořany untertänig. Im Jahre 1654 wurde das Dorf als Hosstialowitze bezeichnet.
Im Jahre 1840 bestand Hoschtialowitz bzw. Hosstialowice aus 20 Häusern, in denen 160 Personen, darunter vier helvetische und eine jüdische Familie, lebten. Im Ort gab es die Filialkirche zum hl. Gallus und ein Wirtshaus. Pfarrort war Turkowitz.
Nach der Aufhebung der Patrimonialherrschaften bildete Hošťálovice ab 1849 mit den Ortsteilen Bílý Kámen und Březinka eine Gemeinde im Gerichtsbezirk Časlau. Ab 1868 gehörte die Gemeinde zum Bezirk Časlau. Im Jahre 1890 hatte Hošťálovice 165 Einwohner und bestand aus 29 Häusern. Der Burgstall der wüsten Feste war noch bis ins 20. Jahrhundert gut erkennbar; der unregelmäßige, mit einem Wall und Graben umgebene Hügel beim Haus Nr. 13 wurde 1920 bei der Anlegung einer Grünanlage eingeebnet. Seit 1921 führt die Gemeinde den heutigen Namen Hošťalovice.
1949 wurde Hošťalovice dem Okres Přelouč zugeordnet. Im Jahr darauf erfolgte die Umgemeindung des Ortsteiles Bílý Kámen nach Podhořany. Im Zuge der Gebietsreform von 1960 wurde der Okres Přelouč aufgehoben, seitdem gehört die Gemeinde zum Okres Chrudim.

## Gemeindegliederung
Die Gemeinde Hošťalovice besteht aus den Ortsteilen Březinka (Brzezinka, 1939–45 Kleinbirken) und Hošťalovice (Hoschtialowitz), die zugleich auch Katastralbezirke bilden.

## Sehenswürdigkeiten
- Kirche des hl. Gallus in Hošťalovice, der ursprüngliche frühgotische Bau ohne Glockenturm entstand um 1300. Beim Umbau von 1860–1876 erhielt sie ihre heutige Gestalt.
- Denkmal für die Gefallenen des Ersten Weltkrieges in Hošťalovice, enthüllt 1934
- Burgstall Stoupec im Wald südlich von Březinka, die Feste Stoupec wurde 1389 erstmals erwähnt und wurde wahrscheinlich 1469 im böhmisch-ungarischen Krieg zerstört. Seit 1486 gilt sie als wüst.